# Cubiri de la Capilla
Cubiri de la Capilla är en ort i Mexiko.   Den ligger i kommunen Sinaloa och delstaten Sinaloa, i den västra delen av landet, 1 200 km nordväst om huvudstaden Mexico City. Cubiri de la Capilla ligger 62 meter över havet och antalet invånare är 665.
Terrängen runt Cubiri de la Capilla är platt. Runt Cubiri de la Capilla är det ganska tätbefolkat, med 100 invånare per kvadratkilometer. Närmaste större samhälle är Sinaloa de Leyva, 8,9 km nordost om Cubiri de la Capilla. Trakten runt Cubiri de la Capilla består till största delen av jordbruksmark.